# Living in a Box (album)
Living in a Box è il primo album in studio del gruppo musicale britannico omonimo, pubblicato il 27 aprile 1987 dalla Chrysalis Records.

## Tracce
Lato A
1. Living in a Box – 3:03 (Steve Piggot, Marcus Vere)
2. Love Is the Art – 3:44 (Anthony Critchlow, Piggot, Vere)
3. So the Story Goes – 4:19 (Darbyshire, Vere)
4. From Beginning to End – 4:01 (Darbyshire, Vere)
5. Generate the Wave – 4:48 (Darbyshire, Vere, Critchlow)

Lato B
1. Scales of Justice – 4:20 (Darbyshire, Vere)
2. Going for the Big One – 3:35 (Vere, Critchlow)
3. Human Story – 4:10 (Piggot, Vere, Critchlow)
4. Can't Stop the Wheel – 5:17 (Vere, Critchlow)
5. Living in a Box (reprise) – 4:10 (Piggot, Vere)